# Selfish (песня Джастина Тимберлейка)
«Selfish» (с англ. — «Эгоист») — песня американского певца Джастина Тимберлейка, вышедшая 25 января 2024 года на лейбле RCA Records. Она стала первой сольной композицией Тимберлейк, за последние шесть лет. Это ведущий сингл с его шестого студийного альбома «Everything I Thought It Was».

## Создание и релиз
В период с 2020 по 2023 год Тимберлейк не выпустил ни одного сольного сингла, появившись только на таких совместных альбомах, как «Stay with Me», «Sin Fin» с Ромео Сантосом и на альбоме Timbaland «Keep Going Up» с Нелли Фуртадо. В сентябре 2023 года он воссоединился с NSYNC для записи промо-сингла «Better Place» для саундтрека к анимационному фильму DreamWorks 2023 года «Тролли 3»; он также выступил сопродюсером самого саундтрека.
25 января 2024 года Тимберлейк появился на The Tonight Show с Джимми Фэллоном. Он объявил о выпуске «Selfish» и рассказал, что на создание альбома «Everything I Thought It» ушло четыре года.

## Критика
Billboard сравнил этот трек с предыдущими синглами Тимберлейка, отметив, что он «на самом деле гораздо более непритязательный», описав его как «сладкую, изысканно спродюсированную балладу в среднем темпе, построенную на теплых стонах органов и драм-машине босса-нова», и хотя в лирическом плане это «не совсем новое чувство» для Тимберлейка, это «достаточно милая песня, за которую трудно по-настоящему возненавидеть». В их еженедельном опросе он был признан самым любимым новым музыкальным релизом. Consequence дал песне в целом негативный отзыв, назвав ее «дерьмовой» и заявив, что «„Selfish“ даже не настолько плох, чтобы быть интересным, и уж точно не амбициозен; похоже, он стремился к заурядности, но все равно не дотянул». «Нью-Йорк таймс» сочла его тематически схожим с синглом Ника Джонаса «Jealous» 2014 года выпуска. The Daily Beast также сравнил «Selfish» с песней Джонаса и сказал, что она «кажется зрелой, подходящей для радио, хорошо спродюсированной и, да, поп-музыкой без амбиций».

## Чарты
| Чарт (2024)                            | Высшая позиция |
| -------------------------------------- | -------------- |
| Австралия (ARIA)                       | 82             |
| Бельгия/Фландрия (Ultratop 50)         | 36             |
| Канада (Billboard Canadian Hot 100)    | 22             |
| Канада (Billboard AC)                  | 7              |
| Канада (Billboard CHR/Top 40)          | 8              |
| Канада (Billboard Hot AC)              | 4              |
| СНГ (TopHit)                           | 5              |
| Croatia Airplay (HRT)                  | 13             |
| Чехия (Rádio — Top 100)                | 51             |
| Estonia Airplay (TopHit)               | 2              |
| Германия (GfK)                         | 56             |
| Мир (Billboard Global 200)             | 33             |
| Iceland (Plötutíðindi)                 | 37             |
| Ireland (IRMA)                         | 52             |
| Israel (Media Forest)                  | 4              |
| Japan Hot Overseas (Billboard Japan)   | 3              |
| Latvia Airplay (LAIPA)                 | 13             |
| Нидерланды (Dutch Top 40)              | 39             |
| Нидерланды (Single Top 100)            | 100            |
| New Zealand Hot Singles (RMNZ)         | 5              |
| Нигерия Radio (TurnTable Top 100)      | 96             |
| Панама (Monitor Latino)                | 6              |
| Польша (Polish Airplay Top 100)        | 17             |
| Португалия (AFP)                       | 169            |
| Россия (TopHit)                        | 10             |
| Сан-Марино (SMRRTV Top 50)             | 20             |
| Словакия (Rádio — Top 100)             | 15             |
| Южная Африка Airplay (TOSAC)           | 1              |
| Южная Корея BGM (Circle)               | 92             |
| Швеция (Sverigetopplistan)             | 60             |
| Швейцария (Schweizer Hitparade)        | 45             |
| Великобритания (OCC UK Singles)        | 29             |
| США (Billboard Hot 100)                | 19             |
| США (Billboard Adult Contemporary)     | 11             |
| США (Billboard Adult Pop Airplay)      | 2              |
| США (Billboard Dance/Mix Show Airplay) | 35             |
| США (Billboard Pop Airplay)            | 9              |
| США (Billboard Rhythmic)               | 16             |
| Венесуэла (Record Report)              | 43             |

| Чарт (2024)              | Высшая позиция |
| ------------------------ | -------------- |
| Эстония Airplay (TopHit) | 3              |
| Россия Airplay (TopHit)  | 12             |